# Mahmut Demir
Mahmut Demir (* 21. Januar 1970 in Suluova, Amasya) ist ein ehemaliger türkischer Ringer.

## Karriere
Demir begann 1984 mit dem Ringen. In kurzer Zeit entwickelte er sich zu einem hervorragenden Freistilringer, der schon bald zum türkischen Spitzenverein „TEDAS“ Ankara wechselte. Bei einer Größe von 1,84 m wuchs er über das Schwergewicht bald in das Superschwergewicht hinein, wobei er in der Regel ca. 120 kg auf die Waage brachte. Seine Trainer waren Alaattin Yildirim und Nabi Bayram und Nationaltrainer Yakup Topuz.
Mit 16 Jahren startete Demir seine internationale Ringerlaufbahn mit einem 2. Platz bei den Balkanmeisterschaften der Junioren in Sonbor. Von 1986 bis 1990 startete er dann regelmäßig bei den Junioren-Welt- bzw. Europameisterschaften. Dabei gewann er 1990 den Titel eines Junioren-Europameisters im Schwergewicht.
Seinen Einstand bei den Senioren gab er mit einem 5. Platz im Schwergewicht bei der Weltmeisterschaft 1989 in Martigny/Schweiz. Diesen Platz erreichte er dabei durch einen 2:0-Punktsieg über Sandor Kiss aus Ungarn. Bei der Europameisterschaft 1990 in Posen gewann Demir mit dem 3. Platz im Schwergewicht seine erste Medaille bei den Senioren. Im Kampf um diese Bronzemedaille besiegte er den Junioren-Weltmeister Heiko Balz aus der DDR.
1991 gewann Demir bei der Europameisterschaft in Stuttgart erneut eine Bronzemedaille, dieses Mal aber im Superschwergewicht. In einem Vorrundenkampf musste er dabei vom deutschen Meister Andreas Schröder eine Schulterniederlage einstecken.
Im Olympiajahr 1992 wurde Demir in Kaposvár Vizeeuropameister im Superschwergewicht. Im Endkampf musste er sich erneut Andreas Schröder geschlagen geben. Bei den Olympischen Spielen in Barcelona schrammte er mit einem 4. Platz nach Niederlagen gegen Dawit Gobedschischwili aus der GUS und Jeff Thue aus Kanada knapp an einer Medaille vorbei.
Nach den Olympischen Spielen 1992 begannen die erfolgreichsten Jahre von Mahmut Demir. Bereits 1993 wurde er in Istanbul mit einem Sieg über Mirabi Walijew aus der Ukraine Europameister im Superschwergewicht. 1994 belegte er bei der Europameisterschaft in Rom, diesmal hinter Walijew, den 2. Platz, konnte aber bei der Weltmeisterschaft in Istanbul den Gewinn seines ersten Weltmeister-Titels feiern. Im Finale besiegte er dabei Olympiasieger Bruce Baumgartner aus den USA mit 1:0 nach Punkten.
1995 gewann Demir in Freiburg im Üechtland gegen Mirabi Valiew und damit seinen zweiten Europameister-Titel. Bei der Weltmeisterschaft des gleichen Jahres in Atlanta verlor er gegen Bruce Baumgartner und belegte er den 5. Platz.
Zum Höhepunkt der Laufbahn von Mahmut Demir wurde das Olympiajahr 1996. Im Frühjahr wurde er in Budapest in überlegenem Stil zum dritten Mal Europameister und bei den Olympischen Spielen in Atlanta gelang ihm der Gewinn der Goldmedaille. Im Finale besiegte er dabei Aljaksej Mjadswedseu aus Belarus, den Sohn des Olympiasiegers Alexander Medwed, mit 3:0 nach Punkten.
Nach diesem Sieg trat Demir vom aktiven Ringen zurück. Er ist jetzt Geschäftsmann in Ankara.

## Wettkampfbilanz (Übersicht)
| Jahr | Turnier                           | Ort                   | Platz | Stilart  | Gewichtsklasse     |
| ---- | --------------------------------- | --------------------- | ----- | -------- | ------------------ |
| 1986 | Balkan-Meisterschaften (Junioren) | Sonbor                | 2     | Freistil | Schwergewicht      |
| 1986 | Junioren-Weltmeisterschaften      | Stuttgart             | 6     | Freistil | Superschwergewicht |
| 1986 | U20-Weltmeisterschaften           | Lidköping             | 4     | Freistil | Superschwergewicht |
| 1987 | Junioren-Europameisterschaften    | Katowice              | 3     | Freistil | Superschwergewicht |
| 1988 | U20-Europameisterschaften         | Wałbrzych             | 5     | Freistil | Superschwergewicht |
| 1989 | Weltmeisterschaften               | Martigny              | 5     | Freistil | Schwergewicht      |
| 1989 | U20-Weltmeisterschaften           | Ulaanbaatar           | 2     | Freistil | Schwergewicht      |
| 1990 | U20-Europameisterschaften         |                       | 1     | Freistil | Schwergewicht      |
| 1990 | Weltcup                           | Toledo                | 3     | Freistil | Schwergewicht      |
| 1990 | Europameisterschaften             | Posen                 | 3     | Freistil | Schwergewicht      |
| 1990 | Weltmeisterschaften               | Tokio                 | 7     | Freistil | Schwergewicht      |
| 1990 | Balkan-Meisterschaften (U20)      | Sakarya               | 1     | Freistil | Schwergewicht      |
| 1991 | Europameisterschaften             | Stuttgart             | 3     | Freistil | Superschwergewicht |
| 1991 | Mittelmeerspiele                  | Athen                 | 1     | Freistil | Superschwergewicht |
| 1991 | Weltmeisterschaften               | Warna                 | 5     | Freistil | Superschwergewicht |
| 1992 | Europameisterschaften             | Kaposvár              | 2     | Freistil | Superschwergewicht |
| 1992 | Olympische Sommerspiele           | Barcelona             | 4     | Freistil | Superschwergewicht |
| 1992 | Weltcup                           | Moskau                | 4     | Freistil | Superschwergewicht |
| 1993 | Europameisterschaften             | Istanbul              | 1     | Freistil | Superschwergewicht |
| 1994 | Europameisterschaften             | Rom                   | 1     | Freistil | Superschwergewicht |
| 1994 | Weltmeisterschaften               | Istanbul              | 1     | Freistil | Superschwergewicht |
| 1995 | Europameisterschaften             | Freiburg im Üechtland | 1     | Freistil | Superschwergewicht |
| 1995 | Weltcup                           | Chattanooga           | 3     | Freistil | Superschwergewicht |
| 1995 | Weltmeisterschaften               | Atlanta               | 5     | Freistil | Superschwergewicht |
| 1996 | Europameisterschaften             | Budapest              | 1     | Freistil | Superschwergewicht |
| 1996 | Olympische Sommerspiele           | Atlanta               | 1     | Freistil | Superschwergewicht |

## Internationale Erfolge
(OS = Olympische Spiele, WM = Weltmeisterschaft, EM = Europameisterschaft, F = Freistil, S = Schwergewicht, SS = Superschwergewicht, bis 100 kg bzw. 130 kg Körpergewicht)
- 1986, 2. Platz, Balkanmeisterschaften der Junioren in Sonbor, F, S
- 1986, 6. Platz, Junioren-WM in Stuttgart, F, SS, hinter Oleg Naniew, UdSSR, Petrisor Cruceanu, Rumänien, Dimitar Marinow, Bulgarien, Ferenc Takács, Ungarn und Andrew Borodow, Kanada
- 1987, 3. Platz, Junioren-EM in Katowice, F, SS, hinter Oleg Naniew und Petrosor Cruceanu und vor Iwailo Gaschew, Bulgarien und Sven Thiele, DDR
- 1989, 2. Platz, Junioren-WM in Ulaanbaatar, F, S, hinter Heiko Balz, DDR und vor Konstantin Alexandrow, UdSSR und Ideal Stevens, Kuba
- 1989, 5. Platz, WM in Martigny/Schweiz, F, S, hinter Achmed Atawow, UdSSR, William Scherr, USA, Uwe Neupert, DDR und Steve Marshall, Kanada und vor Sándor Kiss, Ungarn
- 1990, 1. Platz, Junioren-EM, F, S, vor Pal Kaliszik, Polen und Dawud Magomedow, UdSSR
- 1990, 3. Platz, EM in Posen, F, S, hinter Arawat Sabejew, UdSSR und Andrzej Radomski, Polen und vor Heiko Balz, Stojan Nentschew, Bulgarien und Sándor Kiss, Ungarn
- 1990, 3. Platz, World-Cup-Turnier in Toledo/USA, F, S, hinter William Scherr, USA und Leri Chabelowi, UdSSR
- 1991, 3. Platz, EM in Stuttgart, F, SS, hinter Andreas Schröder, Deutschland und Oleg Naniew, und vor und Tomasz Kupis, Polen, Miroslaw Luberda, CSSR und Kiril Barbutow, Bulgarien
- 1991, 5. Platz, WM in Warna, F, SS, hinter Andreas Schröder, Gennadi Schilzow, UdSSR, Jeff Thue, Kanada, Ali Reza Soleimani, Iran und vor Zsolt Gombos, Ungarn
- 1992, 2. Platz, EM in Kaposvár, F, SS, hinter Andreas Schröder und vor Kiril Barbutow, Tomasz Kupis, Juraj Stech, CSSR und Sándor Valentinyi, Ungarn
- 1992, 4. Platz, World-Cup-Turnier in Moskau, F, SS, hinter Tom Eriksson, USA, Georgi Kaysynov, Russland und Ali Reza Lorestani, Iran
- 1992, 4. Platz, OS in Barcelona, D, SS, hinter Bruce Baumgartner, USA, Jeff Thue und Dawit Gobedschischwili, GUS und vor Andreas Schröder und Ali Reza Soleimani
- 1993, 1. Platz, EM in Istanbul, F, SS, vor Mirabi Walijew, Ukraine, Gennadi Schilzow, Sven Thiele, Deutschland, Aljaksej Mjadswedseu, Belarus und Kiril Barbutow
- 1994, 1. Platz, EM in Rom, F, SS, vor Mirabi Walijew, Gennadi Schilzow, Sven Thiele,  Aljaksej Mjadswedseu und Kiril Barbutow
- 1994, 1. Platz, WM in Istanbul, F, Ss, vor Bruce Baumgartner, Aljaksej Mjadswedseu, Mirabi Walijew, Zsolt Gombos und Hiroyuki Obata, Japan
- 1995, 1. Platz, EM in Freiburg im Üechtland, F, SS, vor Mirabi Walijew, Leri Chabelowi, Aljaksej Mjadswedseu, Zsolt Gombos und Petros Bourdoulis, Griechenland
- 1995, 3. Platz, World-Cup-Turnier in Chattanooga/USA, F, SS, hinter Andrei Schumilin, Russland und Bruce Baumgartner und vor Ebrahim Merabi, Iran und Andrew Borodow
- 1996, 1. Platz, EM in Budapest, F, SS, vor Sven Thiele, Mirabi Walijew, Aljaksej Mjadswedseu, Zsolt Gombos und Georgi Kaysynov, Russland
- 1996, Goldmedaille, OS in Atlanta, F, SS, vor Aljaksej Mjadswedseu, Bruce Baumgartner, Andrei Schumilin, Russland, Alexander Kowalewski, Kirgisistan und Sven Thiele